# 宏済大舞台

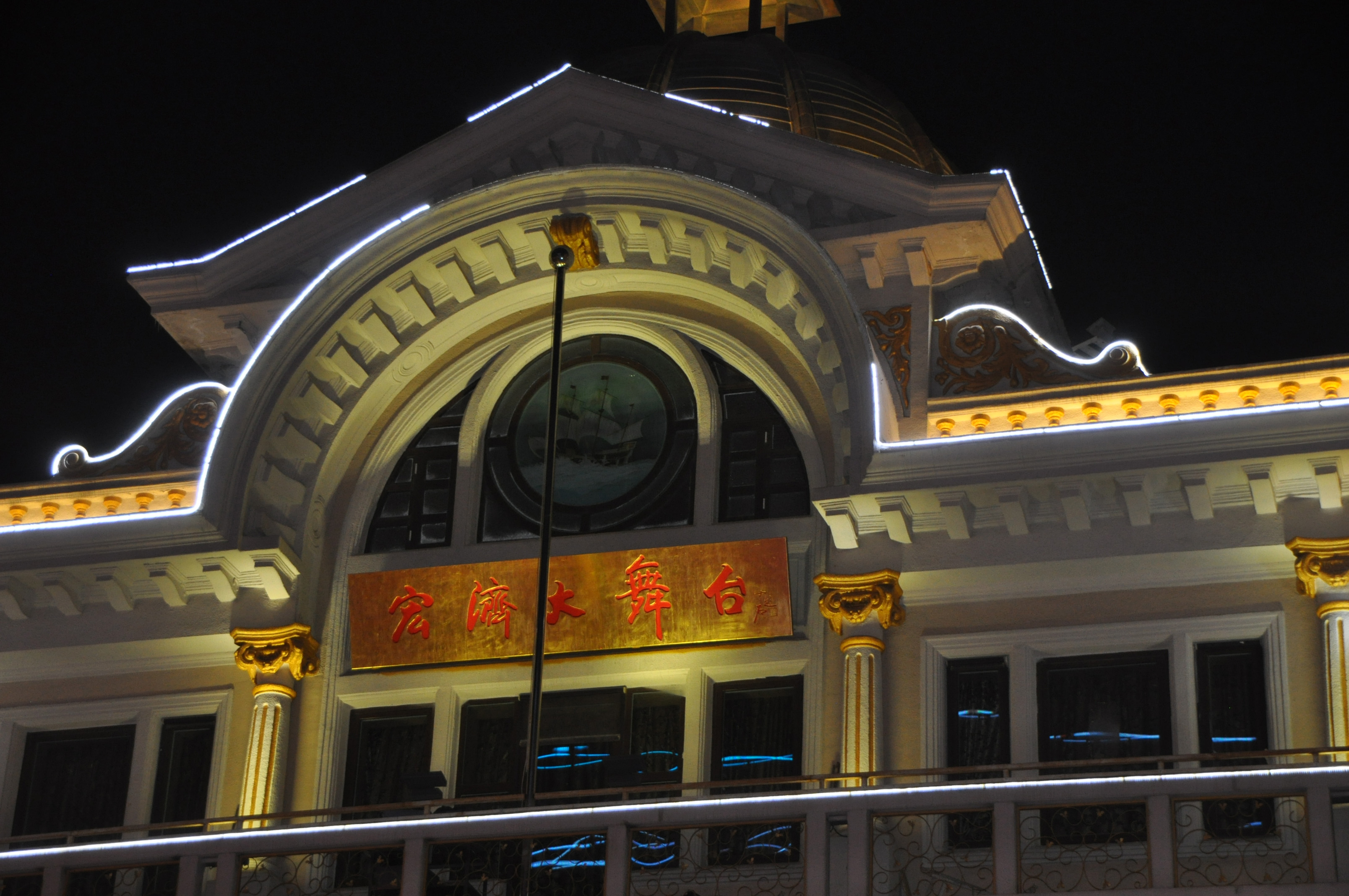
宏済大舞台

宏済大舞台（こうさいだいぶたい、中国語: 宏济大舞台）は中国遼寧省大連市にある京劇の公演場所で、大連京劇院による演出が行われている。

## 歴史
ここは日本が大連を租借していた時代にはもともと「天福茶園」があった場所で演劇も行われていて、1911年には保善茶園と名称を変えて、後に永善茶園と名称を変えた。当時様々な演劇がおもに日本語で行われた中に、京劇の『人面桃花』の北京語による演出もあった。1931年には大規模な改築を開始して、1933年には竣工、1934年には「宏済大舞台」として開業した。開業日の様々な演目の中に、京劇『彭公案』もあった。
終戦の1945年には大連市が接収し、1949年には大連市公安局（警察）のクラブとなったが、1963年には旅大評劇院となった。2010年10月からはもともとの「宏済大舞台」となり、麒麟大舞台（以前の東本願寺大連別院）から引っ越してきた大連京劇院が演出する場所となっている。
場所は中山区民生街59号で、長江路にある大連日航ホテルの斜め向かいで民生街へ入ってすぐ左にある。観劇付き食事パーティーもよく行われている。なお、大連のおもな劇場には他に大連人民文化クラブ、工人劇場・豆豆大舞台（二人転）、開発区大劇院などがある。

## 大連京劇院
大連京劇院は大連市にある京劇の中心で、京劇は日本時代にも行われていたが、この京劇団の設立は1949年４月となっていて、2007年5月に大連京劇院と改名した。 

## ギャラリー

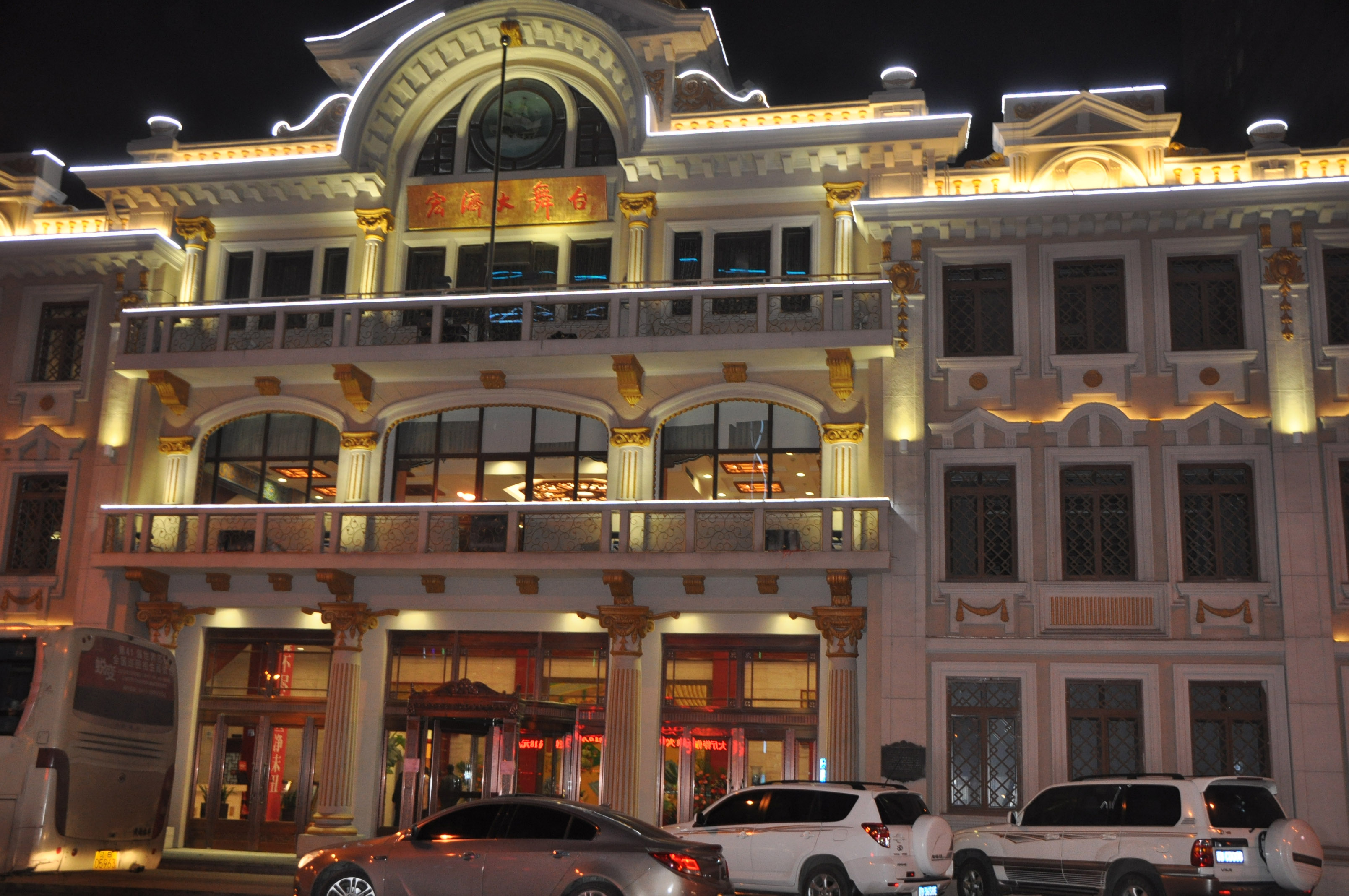
夜の宏済大舞台ビルの正面
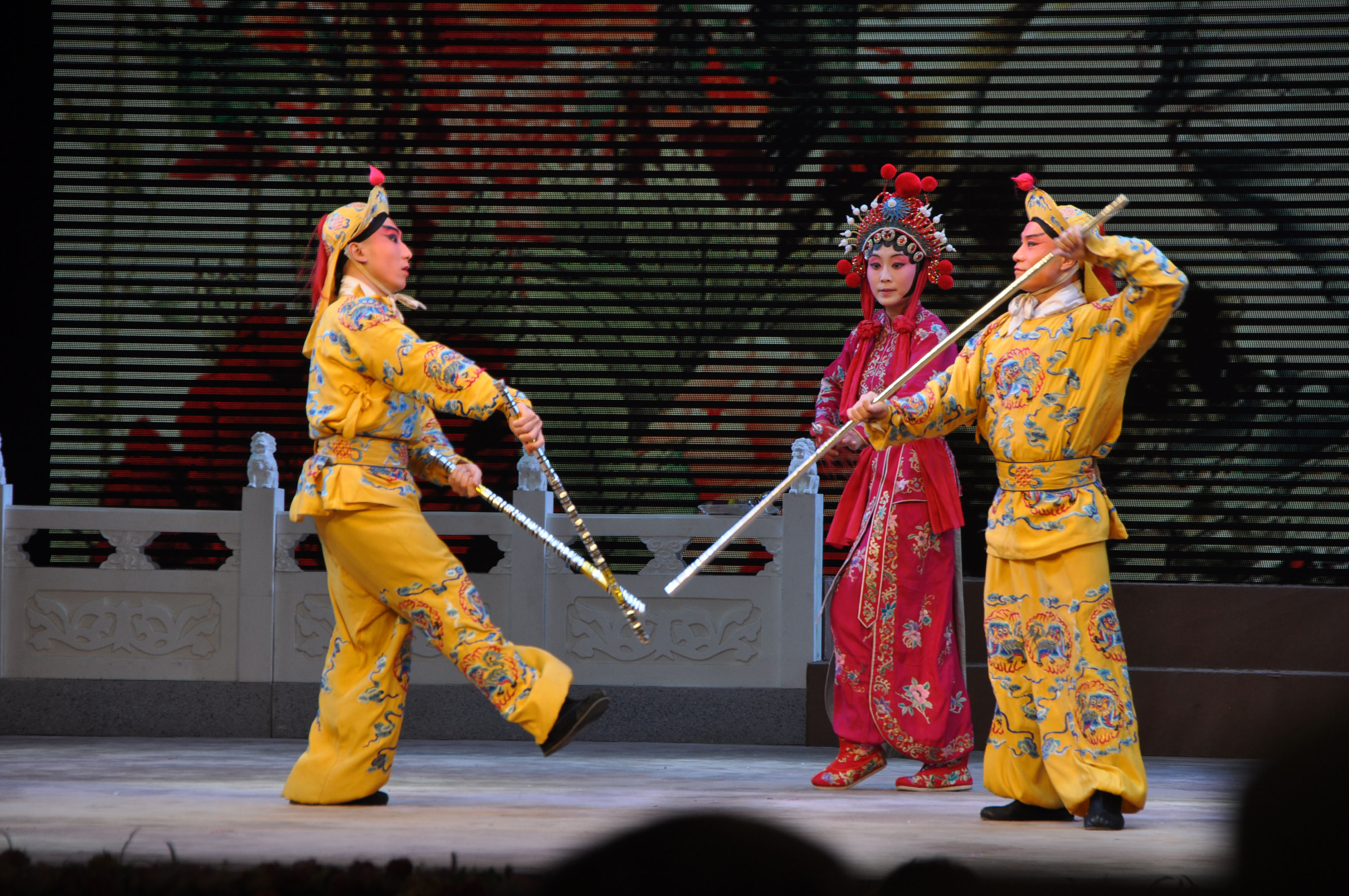
大連京劇院『貴妃酔酒』を熱演１
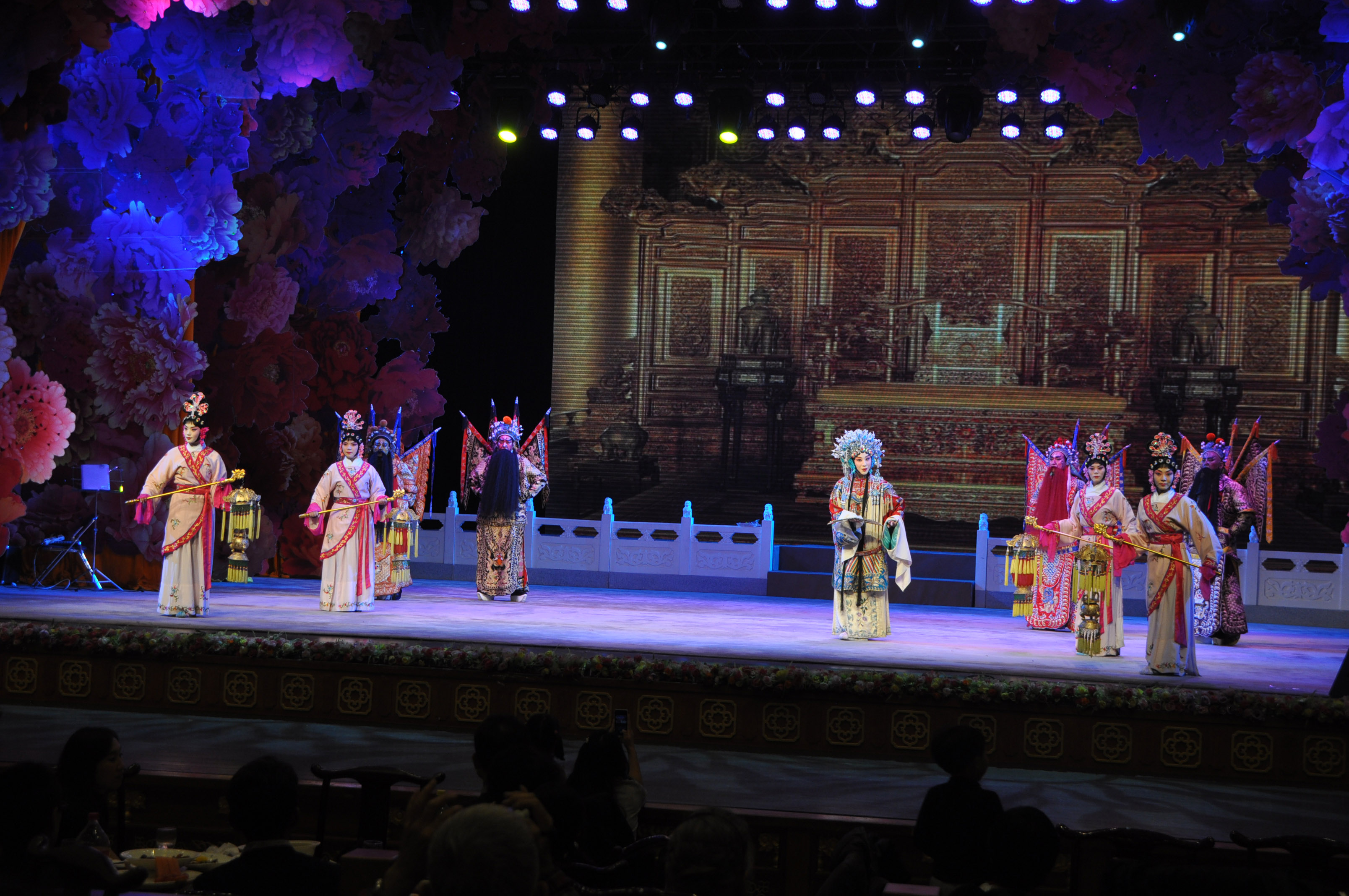
大連京劇院『貴妃酔酒』を熱演２
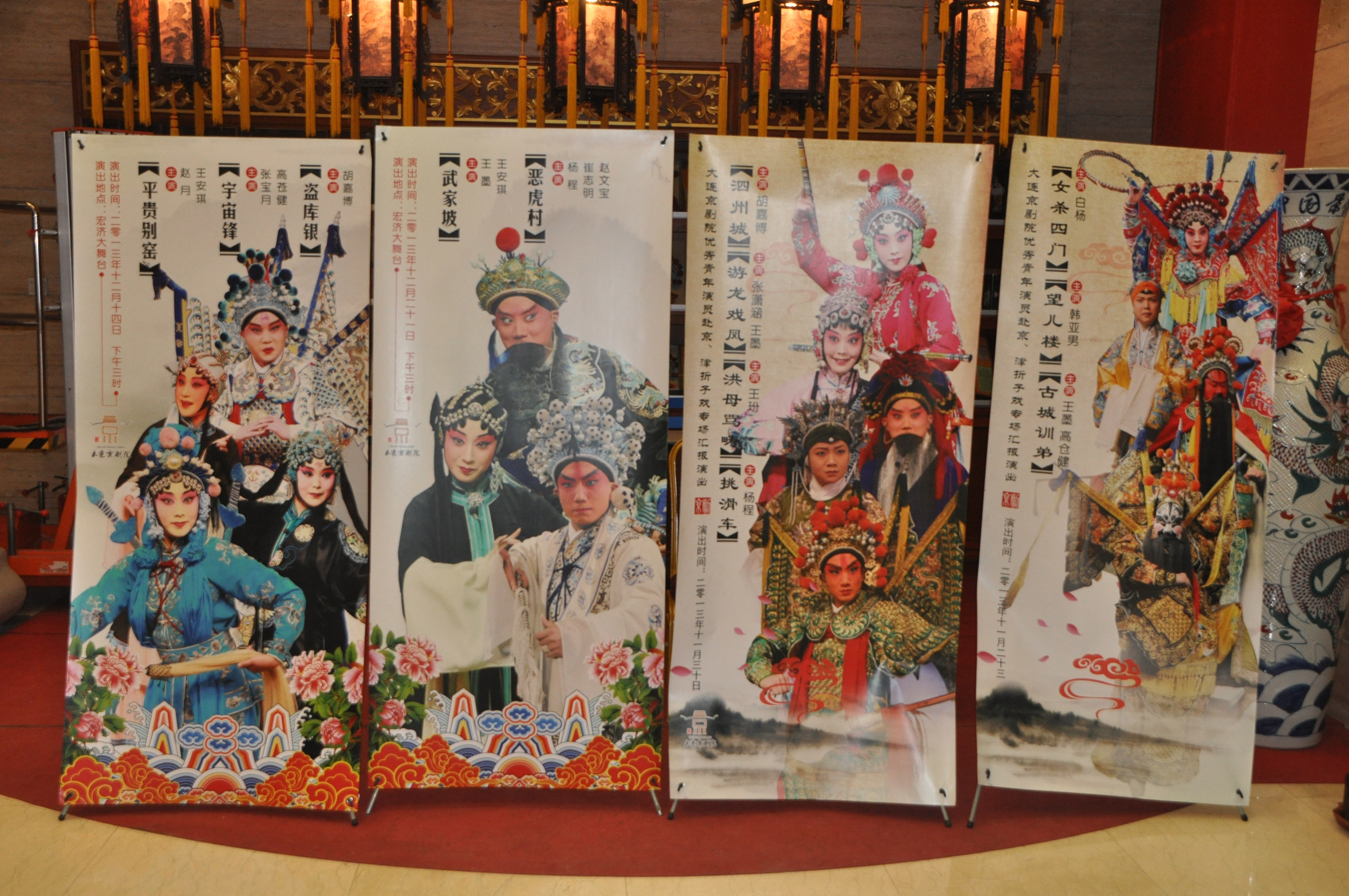
大連京劇院近々の公演スケジュール
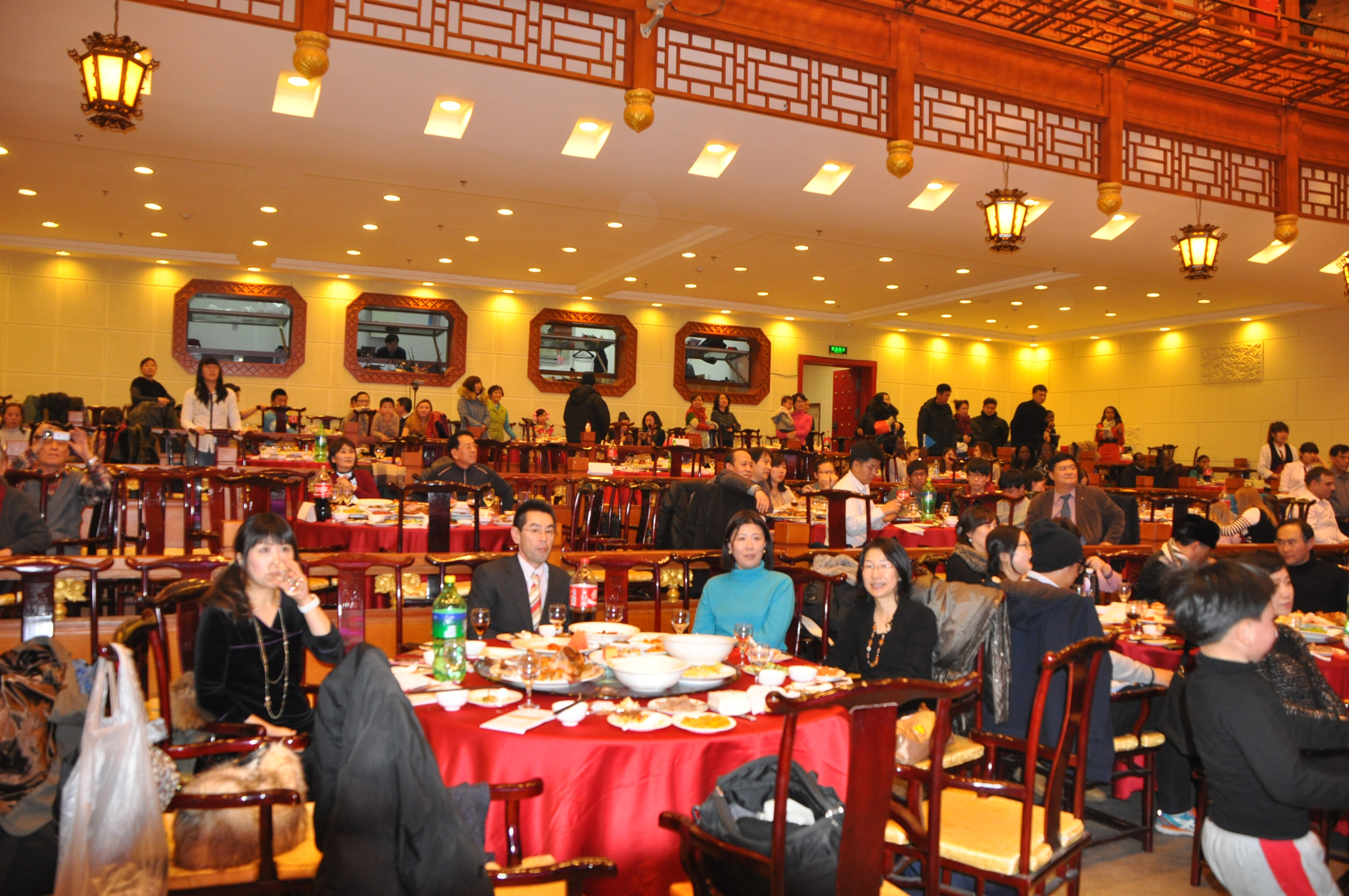
観劇付き食事パーティーも可